# Royden Ingham
Royden Souly "Buck" Ingham (29 de abril de 1911 — 7 de maio de 1999) é um ciclista olímpico estadunidense. Representou sua nação nos Jogos Olímpicos de Verão de 1932.